# Mike Ott
Mike Rigoberto Ott (Monaco di Baviera, 2 marzo 1995) è un calciatore tedesco naturalizzato filippino, centrocampista del Visakha e della nazionale filippina.

## Biografia
Ott è nato a Monaco di Baviera il 2 marzo 1995 da padre tedesco e madre filippina, originaria di Boracay (località situata nella provincia di Aklan). Suo fratello maggiore Manuel è anch'egli calciatore.

## Carriera

### Nazionale
Nel giugno 2013 Ott riceve la convocazione da parte del CT della nazionale filippina Michael Weiß per un'amichevole contro Hong Kong, ma non vi prende parte. Nel settembre 2016 viene convocato dal CT Thomas Dooley per le amichevoli contro il Bahrein e la Corea del Nord, due partite di preparazione all'AFF Cup 2016.
Compie ufficialmente il suo debutto per gli Azkals il 6 ottobre seguente proprio contro il Bahrein, subentrando a Kevin Ingreso all'inizio del secondo tempo. Nella stessa circostanza mette a segno la sua prima rete con la nazionale filippina, insufficiente però ad evitarne la sconfitta per 3-1.

## Statistiche

### Cronologia presenze e reti in nazionale
| Cronologia completa delle presenze e delle reti in nazionale ― Filippine | Cronologia completa delle presenze e delle reti in nazionale ― Filippine | Cronologia completa delle presenze e delle reti in nazionale ― Filippine | Cronologia completa delle presenze e delle reti in nazionale ― Filippine | Cronologia completa delle presenze e delle reti in nazionale ― Filippine | Cronologia completa delle presenze e delle reti in nazionale ― Filippine | Cronologia completa delle presenze e delle reti in nazionale ― Filippine | Cronologia completa delle presenze e delle reti in nazionale ― Filippine |
| Data                                                                     | Città                                                                    | In casa                                                                  | Risultato                                                                | Ospiti                                                                   | Competizione                                                             | Reti                                                                     | Note                                                                     |
| ------------------------------------------------------------------------ | ------------------------------------------------------------------------ | ------------------------------------------------------------------------ | ------------------------------------------------------------------------ | ------------------------------------------------------------------------ | ------------------------------------------------------------------------ | ------------------------------------------------------------------------ | ------------------------------------------------------------------------ |
| 07-06-2021                                                               | Sharja                                                                   | Cina                                                                     | 2 – 0                                                                    | Filippine                                                                | Qual. Mondiali 2022                                                      | -                                                                        | 77’                                                                      |
| 11-06-2021                                                               | Sharjah                                                                  | Filippine                                                                | 3 – 0                                                                    | Guam                                                                     | Qual. Mondiali 2022                                                      | -                                                                        | 58’                                                                      |
| Totale                                                                   |                                                                          | Presenze                                                                 | 2                                                                        |                                                                          | Reti                                                                     | 0                                                                        |                                                                          |